# Cloudcroft
Cloudcroft és una població dels Estats Units a l'estat de Nou Mèxic. Segons el cens del 2000 tenia 749 habitants.

## Demografia
Segons el cens del 2000, Cloudcroft tenia 749 habitants, 320 habitatges, i 224 famílies. La densitat de població era de 192,8 habitants per km².
Dels 320 habitatges en un 29,7% hi vivien nens de menys de 18 anys, en un 58,1% hi vivien parelles casades, en un 7,8% dones solteres, i en un 30% no eren unitats familiars. En el 26,3% dels habitatges hi vivien persones soles el 8,4% de les quals corresponia a persones de 65 anys o més que vivien soles. El nombre mitjà de persones vivint en cada habitatge era de 2,34 i el nombre mitjà de persones que vivien en cada família era de 2,82.
Per edats la població es repartia de la següent manera: un 24,3% tenia menys de 18 anys, un 4,5% entre 18 i 24, un 24,4% entre 25 i 44, un 31,4% de 45 a 60 i un 15,4% 65 anys o més.
L'edat mediana era de 43 anys. Per cada 100 dones de 18 o més anys hi havia 96,2 homes.
La renda mediana per habitatge era de 40.795 $ i la renda mediana per família de 52.292 $. Els homes tenien una renda mediana de 40.750 $ mentre que les dones 27.083 $. La renda per capita de la població era de 21.301 $. Aproximadament el 8,7% de les famílies i el 9,9% de la població estaven per davall del llindar de pobresa.

## Poblacions més properes
El següent diagrama mostra les poblacions més properes.